# Histricostoma argenteolunulatum
Histricostoma argenteolunulatum is een hooiwagen uit de familie aardhooiwagens (Nemastomatidae).